# Temporada 2007 del Campeonato de España de Rally de Tierra
La temporada 2007 fue la 25.º edición del Campeonato de España de Rally de Tierra. Comenzó el 9 de marzo en el Rally de Tierra de Guijuelo y terminó el 10 de noviembre en el Rally de Tierra de Cabanas.

## Calendario
El calendario estaba compuesto de ocho pruebas.
| N.º | Fecha            | Prueba                        |
| --- | ---------------- | ----------------------------- |
| 1   | 9-10 de marzo    | Rally de Tierra de Guijuelo   |
| 2   | 13-14 de abril   | Rally de Tierra de Lanzarote  |
| 3   | 15 de abril      | Rally de Tierra de Lanzarote  |
| 4   | 4-5 de mayo      | Rally de Tierra de Ourense    |
| 5   | 29 de septiembre | Rally Ciudad de Palma del Río |
| 6   | 27 de octubre    | Rally de Tierra de Madrid     |
| 7   | 28 de octubre    | Rally de Tierra de Madrid     |
| 8   | 10 de noviembre  | 1º Rally de Tierra de Cabanas |

## Clasificación

### Campeonato de pilotos
| Pos. | Piloto          | 1   | 2   | 3   | 4   | 5   | 6   | 7  | 8   | Puntos |
| ---- | --------------- | --- | --- | --- | --- | --- | --- | -- | --- | ------ |
| 1.   | Dani Solà       | 2   | 1   | 2   | 2   |     | 1   | 1  | 2   | 196    |
| 2.   | Joan Vinyes     | 4   | 3   | 4   | 1   | 1   | 2   | 2  | 1   | 182    |
| 3.   | Eduard Pons     | 5   | 5   | 7   | 3   | 3   | 7   | 7  | 10  | 79     |
| 4.   | Climent Domingo | 15  | 13  | 11  | Ret | 9   | Ret | 17 | 15  | 79     |
| 5.   | Joan Roca       | 6   | Ret | Ret | 4   | Ret | 3   | 4  | Ret | 64     |
| 6.   | Samuel Lemes    |     | 2   | 1   | Ret |     |     |    |     | 57     |
| 7.   | Albert Llovera  | 16  | 14  | 12  | 16  | Ret | 18  | 16 | Ret | 54     |
| 8.   | Jorge García    | Ret | 6   | Ret | 6   | 2   | 6   | 6  | Ret | 49     |
| 9.   | Enrique Sevilla | 18  | Ret |     | 13  | 6   | Ret | 16 |     | 42     |
| 10.  | Josep Bruguera  | Ret | 20  | Ret | 14  | 10  | Ret | 15 |     | 36     |

### Copa de copilotos
| Pos. | Copiloto              | Puntos |
| ---- | --------------------- | ------ |
| 1.   | Jordi Mercader        | 182    |
| 2.   | Óscar Sánchez         | 171    |
| 3.   | Guifre Pujol          | 70     |
| 4.   | Albert Garduño        | 64     |
| 5.   | Oriol Juliá           | 58     |
| 6.   | Carlos Lemes          | 57     |
| 7.   | Diego Vallejo         | 54     |
| 8.   | Alejandro Noriega     | 51     |
| 9.   | Enrique Velasco       | 49     |
| 10.  | Víctor Manuel Ferrero | 46     |

### Campeonato de marcas
| Pos. | Marca      | Puntos |
| ---- | ---------- | ------ |
| 1.   | Mitsubishi | 1383   |
| 2.   | Peugeot    | 194    |
| 3.   | FIAT       | 59     |
| 4.   | SEAT       | 34     |

### Copa de grupo N
| Pos. | Piloto              | Puntos |
| ---- | ------------------- | ------ |
| 1    | Williams Villanueva | 148    |
| 2.   | Joan Riberas        | 132    |
| 3.   | Jorge García        | 109    |
| 4.   | Rafael Villanueva   | 82     |
| 5.   | Pablo Castelos      | 74     |
| 6.   | Miguel Ángel García | 73     |
| 7.   | Josep Segura        | 70     |
| 8.   | José Luis Casillas  | 36     |
| 9.   | Alfonso Viera       | 28     |
| 10.  | Issac Guillen       | 25     |

### Campeonato vehículos 2 ruedas motrices
| Pos. | Piloto                  | Puntos |
| ---- | ----------------------- | ------ |
| 1    | Climent Domingo         | 159    |
| 2.   | Albert Llovera          | 138    |
| 3.   | Enrique Sevilla         | 96     |
| 4.   | Josep Bruguera          | 89     |
| 5.   | Pablo Castelos          | 68     |
| 6.   | Francisco Cima          | 54     |
| 7.   | Manuel Gómez-Manzanilla | 50     |
| 8.   | Alberto Monarri         | 36     |
| 9.   | Josep Basols            | 32     |
| 10.  | Enrique García          | 32     |